# Świątynia Sybilli w Puławach

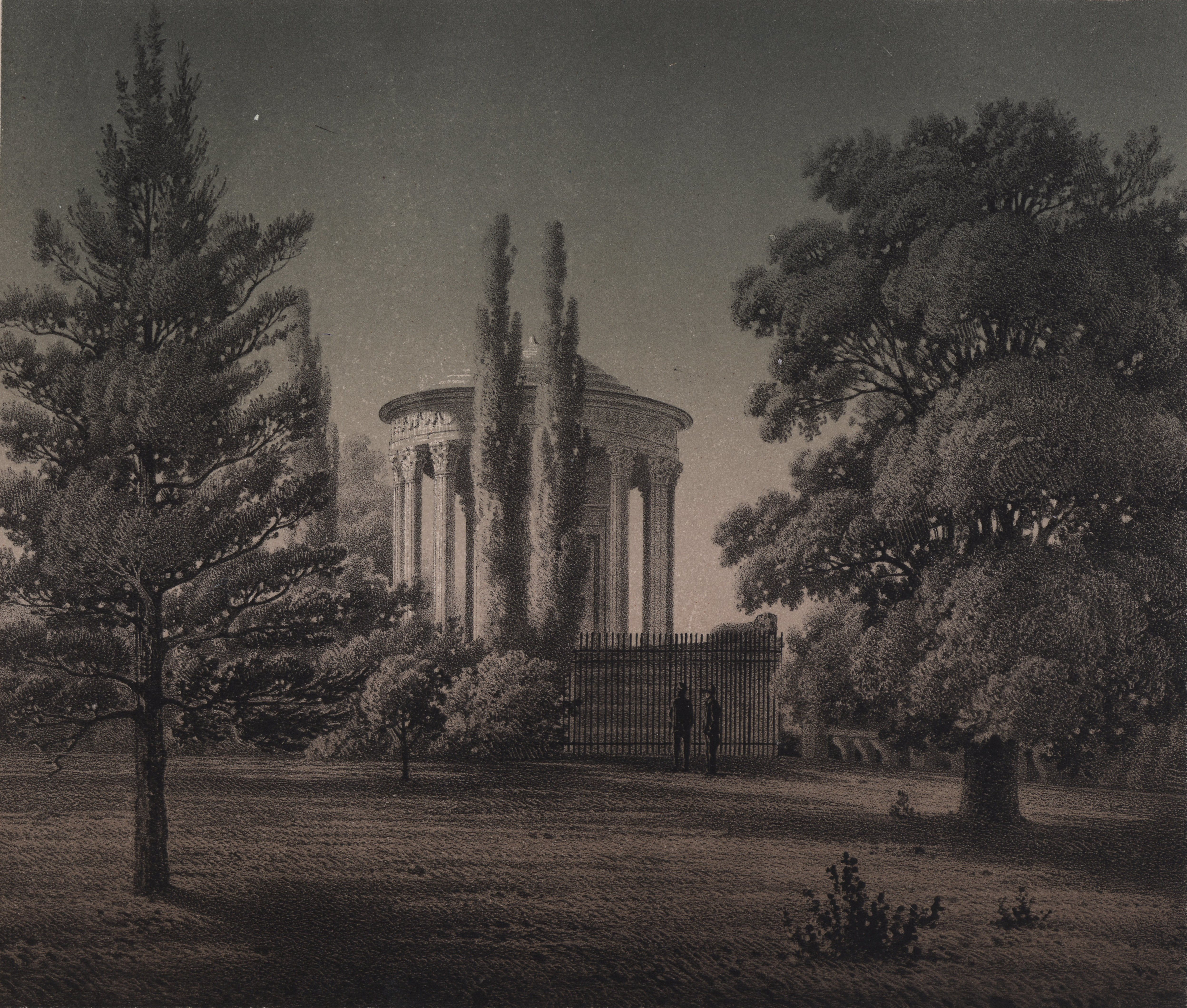
Świątynia Sybilli na litografii Adama Lerue (ok. 1858)

Świątynia Sybilli w Puławach – budowla w kształcie rotundy wchodząca w skład zespołu pałacowo-parkowego przy pałacu Czartoryskich w Puławach; pierwsze polskie muzeum. Stanowiła ogrodową imitację (folly) antycznej świątyni.

## Charakterystyka
Wybudowana została w latach 1798–1801 jako Świątynia Pamięci na stromej skarpie wiślanej według projektu Piotra Aignera na wzór świątyni Westy w Tivoli koło Rzymu. 
Posiada dwie okrągłe sale. Do reprezentacyjnej sali górnej wchodzi się po szerokich schodach, których strzegą kamienne lwy (prezent od władcy Rosji, Aleksandra I, z okazji jego pobytu w Puławach w 1805). Nad wejściem jest napis Przeszłość-Przyszłości. Wokół sali biegnie ganek, którego dach w postaci kopuły z okrągłym świetlikiem pośrodku i zmniejszającymi się ku górze kasetonami wspiera się na korynckich kolumnach z piaskowca. Pod kopułą biegnie fryz z motywami gryfów i kandelabrów, będący dziełem Fryderyka Baumana. Sala dolna, z wejściem od strony skarpy, ma kopułę wspartą na dziewięciu arkadach, za którymi znajduje się wąskie obejście.
W Świątyni Sybilli księżna Izabela Czartoryska gromadziła pamiątki rodzinne Sieniawskich, Lubomirskich i Czartoryskich oraz pamiątki po wielkich Polakach: królach, wodzach, uczonych czy poetach, które miały przypominać po rozbiorach Polski pełną chwały przeszłość narodową. Były tam m.in. przedmioty związane z Bolesławem Chrobrym, Kazimierzem Wielkim, Stanisławem Żółkiewskim, Tadeuszem Kościuszką, Mikołajem Kopernikiem (cegła z kamienicy przy Kopernika 30, wówczas uważanej za miejsce narodzin astronoma) i Janem Kochanowskim. W dolnej kondygnacji Świątyni umieszczony został obelisk poświęcony księciu Józefowi Poniatowskiemu. W 1830, jeszcze przed powstaniem listopadowym, zbiory zostały ewakuowane do Paryża. Potem wróciły do Krakowa, stając się zalążkiem Muzeum Książąt Czartoryskich. W Świątyni Sybilli muzeum zostało reaktywowane dopiero w 1938 i jest dostępne do dziś.
Puławska budowla była inspiracją dla poematu Jana Pawła Woronicza Świątynia Sybilli.